# Liste der Monuments historiques in Montmort-Lucy
Die Liste der Monuments historiques in Montmort-Lucy führt die Monuments historiques in der französischen Gemeinde Montmort-Lucy auf.

## Liste der Immobilien
| Bezeichnung                 | Beschreibung                                                                                   | Standort                              | Kennzeichnung | Schutzstatus | Datum | Bild           |
| --------------------------- | ---------------------------------------------------------------------------------------------- | ------------------------------------- | ------------- | ------------ | ----- | -------------- |
| Château de Montmort         | Burganlage des 11. Jahrhunderts, im 16. Jahrhundert zum befestigten Schloss umgebaut; mit Park | Montmort, rue de la Libération (Lage) | PA00078747    | Classé       | 2001  | weitere Bilder |
| Kirche St-Pierre-et-St-Paul | ab dem 12. Jahrhundert                                                                         | Montmort, rue Saint-Pierre (Lage)     | PA00078748    | Classé       | 1846  | weitere Bilder |

## Liste der Objekte
| Bezeichnung                       | Beschreibung                                                                          | Standort                                            | Kennzeichnung | Schutzstatus | Datum | Bild           |
| --------------------------------- | ------------------------------------------------------------------------------------- | --------------------------------------------------- | ------------- | ------------ | ----- | -------------- |
| Kruzifix                          | Holz, farbig gefasst, 17. Jahrhundert                                                 | Montmort, in der Kirche St-Pierre-et-St-Paul (Lage) | PM51002895    | Inscrit      | 1978  |                |
| Sarkophag                         | Stein, hochmittelalterlich                                                            | Lucy, in der Kirche Ste-Colombe (Lage)              | PM51002876    | Inscrit      | 1978  |                |
| Kronleuchter                      | Glas, 18. Jahrhundert                                                                 | Montmort, in der Kirche St-Pierre-et-St-Paul (Lage) | PM51002896    | Inscrit      | 1978  |                |
| Kelch und Patene                  | Silber, nach 1838, von Hippolyte Puche                                                | Montmort, in der Kirche St-Pierre-et-St-Paul (Lage) | PM51003629    | Inscrit      | 1994  |                |
| Marienaltar                       | Hauptaltar; Holz, 18. Jahrhundert                                                     | Lucy, in der Kirche Ste-Colombe (Lage)              | PM51002871    | Inscrit      | 1978  |                |
| Kanzel                            | Holz, 18. Jahrhundert                                                                 | Montmort, in der Kirche St-Pierre-et-St-Paul (Lage) | PM51001265    | Classé       | 1907  | weitere Bilder |
| Grabstein für Antoine Legendre    | Marmor, bezeichnet 1741                                                               | Montmort, in der Kirche St-Pierre-et-St-Paul (Lage) | PM51002897    | Inscrit      | 1978  |                |
| Zelebrantenstuhl                  | Holz, 18. oder 19. Jahrhundert                                                        | Montmort, in der Kirche St-Pierre-et-St-Paul (Lage) | PM51002900    | Inscrit      | 1978  |                |
| Grabmal für Françoise de Nargonne | Marmor, 18. Jahrhundert                                                               | Montmort, in der Kirche St-Pierre-et-St-Paul (Lage) | PM51003186    | Inscrit      | 1982  |                |
| Rechter Seitenaltar               | Holz, farbig gefasst, Ende des 18. Jahrhunderts                                       | Montmort, in der Kirche St-Pierre-et-St-Paul (Lage) | PM51003185    | Inscrit      | 1982  |                |
| Kelch                             | Silber, nach 1838                                                                     | Montmort, in der Kirche St-Pierre-et-St-Paul (Lage) | PM51003630    | Inscrit      | 1994  |                |
| Skulptur Heilige Kolumba von Sens | Stein, 16. Jahrhundert                                                                | Lucy, in der Kirche Ste-Colombe (Lage)              | PM51000520    | Classé       | 1968  |                |
| Friedhofskreuz                    | Schmiedeeisen, Anfang des 19. Jahrhunderts                                            | Montmort, auf dem Friedhof (Lage)                   | PM51002902    | Inscrit      | 1978  |                |
| Monstranz                         | Silber, nach 1838                                                                     | Montmort, in der Kirche St-Pierre-et-St-Paul (Lage) | PM51003628    | Inscrit      | 1994  |                |
| Ziborium                          | Silber, nach 1838                                                                     | Montmort, in der Kirche St-Pierre-et-St-Paul (Lage) | PM51003631    | Inscrit      | 1994  |                |
| Triumphbogen                      | Schmiedeeisen, 18. Jahrhundert                                                        | Lucy, in der Kirche Ste-Colombe (Lage)              | PM51002874    | Inscrit      | 1978  |                |
| Skulptur Madonna mit Kind         | Holz, farbig gefasst, Anfang des 16. Jahrhunderts                                     | Lucy, in der Kirche Ste-Colombe (Lage)              | PM51002870    | Inscrit      | 1978  |                |
| Kreuzigungsgruppe                 | Holz, farbig gefasst, 18. Jahrhundert                                                 | Lucy, in der Kirche Ste-Colombe (Lage)              | PM51002875    | Inscrit      | 1978  |                |
| Skulptur Johannes der Täufer      | Holz, farbig gefasst, 17. oder 18. Jahrhundert                                        | Lucy, in der Kirche Ste-Colombe (Lage)              | PM51002877    | Inscrit      | 1978  |                |
| Kirchenfenster                    | aus dem 16. Jahrhundert                                                               | Montmort, in der Kirche St-Pierre-et-St-Paul (Lage) | PM51000577    | Classé       | 1846  | weitere Bilder |
| Hauptaltar                        | Marmor, 18. Jahrhundert                                                               | Montmort, in der Kirche St-Pierre-et-St-Paul (Lage) | PM51002898    | Inscrit      | 1978  |                |
| Kommuniontisch                    | Schmiedeeisen, vergoldet, 18. Jahrhundert                                             | Montmort, in der Kirche St-Pierre-et-St-Paul (Lage) | PM51002899    | Inscrit      | 1978  |                |
| Linker Seitenaltar                | Altartisch, Retabel und Skulptur; Holz, farbig gefasst und vergoldet, 18. Jahrhundert | Montmort, in der Kirche St-Pierre-et-St-Paul (Lage) | PM51002901    | Inscrit      | 1978  |                |
| Grabstein für Nicolas Mantel      | Stein, bezeichnet 1725                                                                | Montmort, in der Kirche St-Pierre-et-St-Paul (Lage) | PM51002903    | Inscrit      | 1978  |                |
| Grabstein für Nicolas Moreau      | Marmor, 18. Jahrhundert                                                               | Montmort, in der Kirche St-Pierre-et-St-Paul (Lage) | PM51003187    | Inscrit      | 1982  |                |
| Gemälde Heiliger Nikolaus         | Ölfarbe auf Leinwand, 18. Jahrhundert; in der Mairie deponiert                        | Montmort, in der Kirche St-Pierre-et-St-Paul (Lage) | PM51003451    | Inscrit      | 2002  |                |
| Skulptur Heiliger Sebastian       | Holz, farbig gefasst, 17. oder 18. Jahrhundert                                        | Lucy, in der Kirche Ste-Colombe (Lage)              | PM51002873    | Inscrit      | 1978  |                |
| Tabernakel                        | Holz, farbig gefasst und vergoldet, 18. Jahrhundert                                   | Lucy, in der Kirche Ste-Colombe (Lage)              | PM51002872    | Inscrit      | 1978  |                |